# Jüdische Gemeinde Heilbronn
Die jüdische Gemeinde Heilbronn hat eine lange Geschichte. Eine bedeutende Ansiedlung von Juden in Heilbronn bestand bereits im 11. Jahrhundert und hatte wohl damals schon eine erste Synagoge. Die spätmittelalterliche Gemeinde hatte Ausschreitungen wie das Rintfleisch-Pogrom oder die Pestpogrome zu erdulden, stand jedoch in der Reichsstadt Heilbronn auch unter dem Schutz der deutschen Könige und Kaiser. Gegen den Willen des Kaisers erwirkte die Stadt Heilbronn im späten 15. Jahrhundert ein Stadtverbot, so dass sich Juden offiziell erst wieder nach dem Übergang der Stadt an Württemberg und der darauf folgenden rechtlichen Gleichstellung ab 1828 in Heilbronn ansiedeln konnten. Die Gemeinde wuchs ab der Mitte des 19. Jahrhunderts vor allem wegen der Industrialisierung der Stadt stark an und erreichte um 1895 mit knapp 1000 Personen ihren höchsten Mitgliederstand. Sie erbaute 1877 die Heilbronner Synagoge und brachte mit dem Heilbronner Ehrenbürger Max Rosengart und dem Israelitischen Oberrats-Präsidenten Siegfried Gumbel bedeutende Persönlichkeiten hervor. Die Gemeinde erlitt zur Zeit des Nationalsozialismus ihren erneuten Niedergang: die Synagoge wurde 1938 bei der Reichspogromnacht zerstört, rund 240 Personen aus dem Kreis der Heilbronner jüdischen Gemeinde wurden im Zuge der Judenverfolgung ermordet.
Nach dem Zweiten Weltkrieg lebten bis 1980 nur einige wenige Juden in Heilbronn, bevor ein Zuzug vor allem aus den ehemaligen Staaten der Sowjetunion (UdSSR) einsetzte. Heute zählt die Gemeinde rund 130 Mitglieder. Das Jüdische Zentrum Heilbronn ist eine Zweigstelle der IRGW.

## Geschichte

### Erste Erwähnung und erste Synagoge

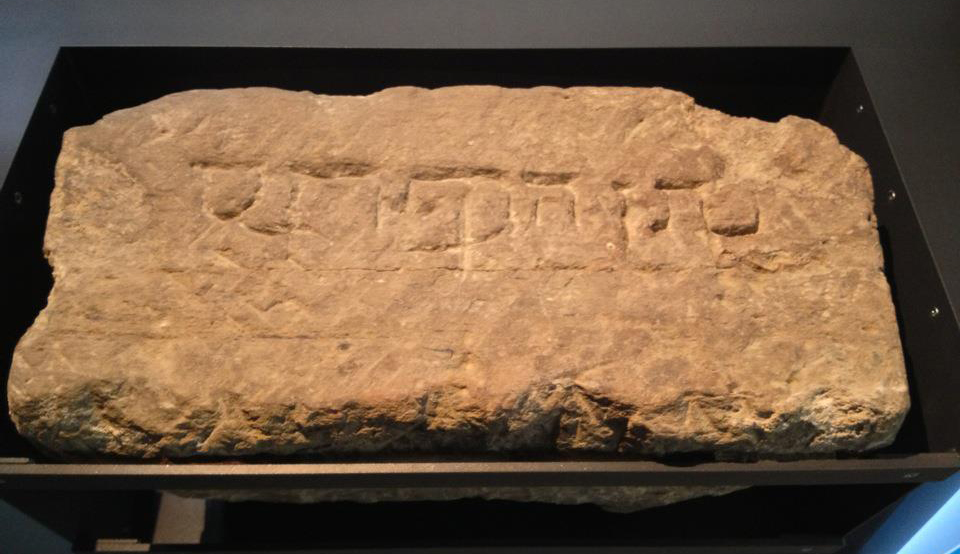
Der Gedenkstein für Nathan den Vorsteher ist das älteste steinerne Zeugnis des Judentums in Heilbronn

Die ersten Juden kamen vermutlich um das Jahr 1000 aus Spanien über das Ostfrankenreich und Burgund nach Südwestdeutschland. Ihre frühen Zentren waren Worms, Mainz und Speyer. Man nimmt an, dass von dort aus die ersten Juden nach Heilbronn gelangt sind, vermutlich in Folge des sich um das einstige Heilbronner Königsgut intensivierenden Handels und der Bildung einer Marktgemeinde. Um das Jahr 1050 wird urkundlich eine Judensiedlung in der Judengasse (heute: Lohtorstraße) genannt. Die erste Synagoge soll sich an der Ecke Lohtorstraße/Sülmerstraße befunden haben. Im Kellergewölbe des Gebäudes Lohtorstraße 22 fand man den Gedenkstein für Nathan den Vorsteher, einen hebräischen Inschriftenstein, mit dem das Grab des Nathan verschlossen war und der zu den ältesten jüdischen Dokumenten in Südwestdeutschland abseits der Rheingemeinden zählt.

### Rintfleisch-Pogrom 1298 und Pest-Pogrom 1349
Im Jahr 1298 wurden beim so genannten Rintfleisch-Pogrom vor allem in Franken bis zu 5000 Juden durch marodierende Anhänger des selbsternannten König Rintfleisch ermordet. Seit April 1298 zog ein wütender Mob von Ort zu Ort. Im Juli 1298 wurden Juden u. a. in Mosbach, Möckmühl und Sindringen ermordet. Das Heilbronner Gemetzel am 19. Oktober 1298 war das letzte in einer langen Reihe. Im Nürnberger Memorbuch werden 143 Juden aus Heilbronn als Opfer der Ausschreitungen genannt, das Sontheimer Memorbuch beziffert die Zahl der Opfer mit 200. Das Nürnberger Memorbuch nennt unter den Opfern u. a. den Gemeindevorsteher Ascher und seine Frau Benvenuda, den Rabbiner Jochanan ben rabi Eljakim, den Lehrer Isaak, den Punktator Abraham mit Sohn und die Gelehrten Muschallam, Jehuda und Nathan. Die jüdische Heilbronner Bürgerschaft bestand damals aus Sephardim (hebr. ספרדים), die zuerst nach Frankreich gegangen und dort von Philipp August 1181 vertrieben worden sind. Bezeichnungen wie „Benjamin der Franzose“ oder französische Namen bezeugen die sephardische Abstammung der französischen Juden in Heilbronn.
Bald nach dem Rintfleisch-Pogrom muss es wieder eine jüdische Bürgerschaft zu Heilbronn gegeben haben, denn Ludwig der Bayer verpfändete der Stadt Heilbronn im Jahr 1316 für eine Dauer von sechs Jahren die Steuerpflicht der Heilbronner Juden, bis ein Betrag von 4000 Hellern erreicht sei. Pro Jahr wären somit 666 Heller Judensteuer fällig gewesen, während die Stadt an den Kaiser jährlich nur maximal 600 Heller zu entrichten hatte.
Im Zeitraum von Ende Februar bis Mitte April 1349 kam es während einer Pest-Epidemie in Europa erneut zu Ausschreitungen gegen Juden, denen man die Brunnenvergiftung andichtete. In der Heilbronner Chronik heißt es, dass während dieses Pestpogroms „viele Juden erschlagen“ worden seien. Im Frühjahr 1349 ereignete sich in Heilbronn nicht nur zahlreiches „Judenmorden“, sondern auch viele „Judenbrände“. Mit dem Ausdruck bezeichnete man das Verbrennen von Juden, insbesondere von Jüdinnen, bei den „Hexensäulen“ am zweiten jüdischen Friedhof vor der Stadtmauer Heilbronns. Die Opfer dieser Ausschreitungen sind nicht namentlich bekannt. Lediglich ein Opfer ist bezeugt, denn König Karl IV. übereignete am 14. April 1349 Elisabeth von Hirschhorn, der Ehefrau des Engelhard von Hirschhorn, das Haus „des reichen Juden Nathan zu Heilbronn gegenüber dem Haus des Rottinger“.

### Zweite Synagoge
| Juden in Heilbronner Betbüchern |
| - Seite des Betbuchs von 1399 - Weitere Seite eines Betbuchs Einzelne Einträge in Betbüchern: - Richlerin von Speyer 16 Gulden - Richlerin von Speyer - Richlerin von Speyer hat 16 Gulden zu bezahlen - Samson Jude der Lernmeister - Samson Jude der Lernmeister hat 12 Gulden zu bezahlen - Samson Jude der Lernmeister hat 10 Gulden zu bezahlen - Köppelmann mit Frau und Tochter hat 18 Gulden zu bezahlen - David Sohn des Köppelmann hat 10 Gulden zu zahlen - Meyger 14 Gulden - Vischlin hat 15 Gulden zu bezahlen - (Ma)Nasse der Juden Klöpffer (Synagogendiener) hat 8 Gulden zu zahlen |

Die Pestpogrome haben sicher nicht die gesamte Gemeinde ausgelöscht, da für 1359 Juden in Heilbronn urkundlich belegt sind. Die Gemeinde verfügte über eine neue Synagoge am Kieselmarkt, die nach abweichenden urkundlichen Angaben für 1357 oder 1457 belegt ist.
Kaiser Karl IV. gemahnt Heilbronn 1361, alle Juden aufzunehmen, die darum bitten, und diesen Schutz zu gewähren. Dem Kaiser flossen hierdurch die Steuern der Juden in Form des „Judenregals“ und der „Kopfsteuer“ zu. Das Judenregal war eine Art käufliches Judenschutzrecht. Diese Schutzsteuer konnte von 25 bis 50 Gulden reichen. Die Kopfsteuer hingegen setzte sich aus einem prozentualen Anteil von Vermögen und Einkommen zusammen. Fällig war diese bei der Krönung des Kaisers, weswegen sie auch Krönungssteuer genannt wurde. In den Jahren nach diesem Befehl des Kaisers werden wieder verstärkt urkundlich Juden in Heilbronn genannt. Die jüdischen Bürger dieser Zeit waren „Großkaufleute“ und Heilbronn war ein Umschlagsplatz für Pelze, Sklaven, Wein, Getreide, Salz usw. 1371 verlieh Karl IV. Heilbronn die reichsstädtische Verfassung, die als paritätische Verfassung gilt, weil sie dem Heilbronner Patriziat und den ansässigen Kaufleuten zu gleichen Teilen Macht im Rat der Stadt einräumt.
Vom Wohlstand einiger Bürger zeugen die Betbücher des 14. Jahrhunderts, in denen die Vermögenssteuern aufgelistet werden, die die Bürger zu bezahlen hatten. Um 1387 waren unter 1350 Steuerzahlern auch 15 Juden. Abzuführen waren 0,5 Prozent des Vermögens. Die 15 aufgeführten Juden entrichteten insgesamt 279 Gulden und damit rund 10 Prozent der gesamten Steuersumme. Im Betbuch von 1399 entrichteten sechs Juden auch 8 Gulden für den jüdischen Friedhof.

### Schutzbrief des Königs Sigismund
| Schutzbrief von König Sigismund 1414 |

| 1. Artikel |
| * zum ersten, wo man i(h)n schuldig ist oder fur(cht)baz schuldig w(e)irdet, da(s)z man i(h)n daz nach l(a)ut i(hrer brie(f)ve, bu(e)rgen oder mu(e)ntlicher versprechung richten und beza(h)len sol(l)e, als dan(n) das von guter gewo(h)nheit herkomen und gehalden ist, und welich jud oder judin ein pfant heldet uüber ein ja(h)re und damit tut als re(c)ht ist, daz er dan(n) dasselbe pfant verkoufen, verseczen und verk(o)um(m)ern möge als ander sine eigen gut on alle anspruch und hindernisse |

| 2. Artikel |
| * item daz man (a)ouch i(h)r lie)be und i(h)r gute in st(a)e(d)ten do(e)rfern und (a)uf dem velde, (a)uf strassen und (a)uf wassern beschirmen solle, und daz in alle stra(s)zen offen s(e)in sollen und da(s)z s(e)y (a)ouch dor(a)uf aller fr(e)iheite(n), schirmes, fri(e)de(n)s und gnaden, es s(e)y fried oder krieg, geniessen und teilhaftig s(e)in sollen und mögen, des c(h)risten edel und unedel geniessen und teilhaftig sind |

| 3. Artikel |
| * item daz man ouch die vorgenannten juden und judin mit keinerley zo(e)llen oder sachen (a)uf wasser und (a)uf lande bes(ch)wa(e)ren solle, (a)ussgenommen der zo(e)lle, die unserer vorfaren Ro(e)misch keiser und ku(e)nige (a)ufgeseczt haben und waz doran von alder herkommen und gewoehlnich gewest ist, daz man das von i(h)n ne(h)men solle und nicht mee(hr) in kein w(ei)ys |

| 4. Artikel |
| * item daz man (a)ouch keine der vorgenannten juden, i(h)r w(e)ibere oder i(h) kindere zu der t(a)oufe dringen solle |

| 5. Artikel |
| * item wan(n) s(e)y (a)ouch in unser und des r(e)ichs cam(m)er geho(e)ren, dorumb ist unser su(e)nderliche meynunge und wollen, da(s)z man s(ie)y noch i(h)r keinen furbass mehre verteilen oder eignen solle wider diese unser genade und fr(e)iheiten, s(o)under(n) da(s)z man s(ie)y (a)uss einer sta(d)t in die anderen zu allen z(e)yten (f)va(h)ren und ziehen lassen solle o(h)n(e) alle hindernisse und irrung |

| 6. Artikel |
| * item daz man s(i)y (a)ouch weder für lan(d)tgericht oder landfri(e)d ob die weren oder lan(d)ttage heischen oder laden solle oder mo(e)ge, s(o)under(n) wer zu in sa(e)mptlich oder suenderlich zu sprechen hat, da(s)z der recht ne(h)men und geben solle vor dem werntlichen gerichte in der sta(d)t zu Heilbrun, und wer es sa(g)che, da(s)z s(ei)y d(a)orou(e)ber bes(ch)weret wurden, daz das ouch weder craft noch ma(c)ht haben solle |

| 7. Artikel |
| * item daz s(ie)y (a)ouch gemeinlich oder su(e)nderlichs oder i(h)r(e)gl(e)ichs w(e)iber odere kindere ni(ch)t pflichtig s(e)in sollen, vor judischen meistern [die s(ie)y nenn i(h)re rab(b)i oder homeister] zu (b)e(a)ntworten och zu geste(h)en von yeman(d)ts, er sy hohmeister, rab(b)i, jud oder jüdin, (ver)c(k)lag(e) oder (vor)ladungen wegen. - (A)usgenommen einen hohmeister oder rab(b)i der zu Heilbronn gesessen ist, oder so keiner das siczet, vor dem der in der n(a)echsten r(e)ichssta(d)t by Heilbronn gelegen, gesessen oder wohnhaft ist. - Ob andere hohmeistere oder rabi die vorgenannten juden, i(h)re w(e)ibe oder i(h)re kindere für sich (vor)l(a)uden, in den ju(e)dischen ban(n) legten oder in andere bes(ch)werungen antreten, das soll alles weder craft noch macht haben. - Den vorgenannten juden und den i(h)ren keinen Schaden fuegen noch br(i)engen in keine w(ei)ys, und dorzu sollen solich rab(b)i oder hohmeister, die s(ie)y wider diese unsere ganade und fri(e)heiten ba(n)nten oder bes(ch)werten, der pene(Strafe nulla pene sine lege) in diesem brief begriffen verfallen s(e)in in unsere und des r(e)ichs cam(m)er unl(o)eslich und o(h)n myndernisse zu beza(h)len |

| 8. Artikel |
| * item welich z(e)yt das (a)ouch geschehe, da(s)z ein jud s(ch)w(o)eren sollt, da(s)z er uf Moyses buch s(ch)weren mo(e)ge mit solichen worten: „Als i(h)m Got(t) helf(e) b(e)y der ee die Got gab (a)uf dem berge Synay“ und nicht anders |

| 9. Artikel |
| * item daz man (a)ouch keinen der vorgenannten juden oder jüdinnen weder an l(e)ibe noch an gut bezugen moge dan(n) mit unversprochenen c(h)risten und unversprochenen juden, die ni(ch)t offenbar viende sint. |

| 10. Artikel |
| * item daz (a)ouch ein i(je)glichen jud und jüdin, die über dr(e)izehen ja(h)r sind, den guldenen opferpfennyg in unser und des richs cam(m)er alle ja(hr) (a)uf w(e)ihenachten und als herkommen ist geben solle. - Welcher jud aber des almusens lebt, der bedarf solchen opferpfennyg ni(ch)t gebe. |

Der Schutzbrief von König Sigismund vom 15. Oktober 1414 für die Heilbronner Juden führte aus, dass sie als Gläubiger Anspruch auf Erfüllung ihrer Forderung hätten. Daneben wurden ihnen der Anspruch auf Schutz des Eigentums und der körperlichen Unversehrtheit sowie Verkehrs- und Religionsfreiheit eingeräumt. Der Gerichtsstand war in weltlichen bzw. religiösen Angelegenheiten das Gericht zu Heilbronn bzw. der Rabbiner zu Heilbronn. Schließlich wurden noch Abgaben an die königliche Kammer Heilbronn dort geregelt.
Der Schutzbrief brachte zunächst einen Aufschwung der jüdischen Gemeinde, die 1415 vom Heilbronner Rat einen Platz für einen neuen Friedhof vor dem Brückentor erhielt. 1422 verlieh König Sigismund den Heilbronner Juden nach einer Zahlung von 400 rheinischen Gulden dieselben Rechte wie den Nürnberger Juden. Doch führte ab etwa 1420 die Verschuldung von Heilbronner Bürgern bei Juden zu Spannungen. Die Feindschaft gegenüber Juden wurde nicht zuletzt auch durch die Kirche angeheizt, die in Predigten und anlässlich der Beichte unermüdlich darauf hinwies, dass der Umgang mit Juden sündhaft sei.

### Stadtverbot von 1437
Die Juden Heilbronns erhielten ab 1437 Stadtverbot und wurden aus der Stadt vertrieben. Einen Fürsprecher fanden sie in Reichserbkämmerer Konrad von Weinsberg, der aufgrund der Vertreibung von Juden in verschiedenen Reichsstädten eine Schmälerung der Einkünfte des Reiches – und damit auch seiner eigenen Gefälle – befürchtete. Die Stadt Heilbronn verfasste auf seine Klagen mehrere Entgegnungen, in der sie betonte, dass sowohl in der Predigt als auch in der Beichte „gestraft und gewarnt worden sei, wie sehr man sich gegen Gott und den Nächsten versündige, wenn man Juden halten und ihnen wissentlich zu wuchern gestatte.“ Das allergrößte sei jedoch, dass man sich wegen der Juden den Nachbarn gegenüber habe „unwirdigen“ müssen.

### Wiederzulassung am 8. Oktober 1439 unter König Albrecht II.
Albrecht II. vom Haus Habsburg, der Schwiegersohn Sigismunds, wurde im März 1438 zu dessen Nachfolger gewählt. Konrad von Weinsberg lud den Rat von Heilbronn und die jüdische Bürgerschaft am 27. Juli 1438 vor den neuen König und seinen Kanzler Kaspar Schlick zum Reichstag nach Nürnberg. Dort verurteilte Albrecht II. die Stadt Heilbronn „wegen Verwüstung der königlichen Kammer“ (wegen Steuerausfällen) dazu, die jüdische Bürgerschaft „wie bisher sitzen zu lassen“, und drohte mit einer Schadensersatzklage. Die Juden der Stadt durften am 8. Oktober 1439 zurückkehren und bezahlten 200 Gulden an Konrad von Weinsberg. Die Huldigung, die Heilbronn Albrecht II. daraufhin entgegenbrachte, ist die erste, die wortwörtlich im Vertragsbuch der Stadt Heilbronn erhalten ist. Gleichwohl werden nach 1437 nur noch wenige Namen von Juden in Heilbronn genannt. Wie im weiteren Verlauf immer deutlicher wird, hat man auf die kaiserlichen Anweisungen mit Hinblick auf die Duldung von Juden immer weniger gehört und sie schließlich vollends ignoriert. Der Kaiser war fern und zur Sicherung der politischen Stabilität war Heilbronn 1417 ein Bündnis mit der nahen Kurpfalz eingegangen, deren Einfluss sich bald bemerkbar machte.

### Stadtverbot im späten 15. Jahrhundert
Anfang 1469 vertrieb der Kurfürst Friedrich von der Pfalz die Kurpfälzer Juden und setzte die Reichsstadt Heilbronn sofort davon in Kenntnis. Der Rat der Stadt erneuerte darauf wenig später den Beschluss, den Heilbronner Juden Stadtverbot zu erteilen. 1471 erhielten Juden nur noch zeitlich begrenzten Aufenthalt in der Stadt. Reichserbkämmerer Philipp von Weinsberg, der das Amt von seinem Vater Konrad übernommen hatte und auch auf die Gefälle aus den Judensteuern angewiesen war, protestierte bei Kaiser Friedrich III., der 1471 der Stadt befahl, den Juden ihre Freiheiten zu lassen. Der kaiserliche Befehl blieb jedoch ungehört, so dass Friedrich der Stadt 1473 und 1474 nochmals die Wiederaufnahme der Juden anordnete. Im Jahr 1476 beschloss der Rat der Stadt dennoch, das Stadtverbot umzusetzen und jährlich zu erneuern. Der Kaiser blieb indes tatenlos. Erst 1487 forderte er nochmals die zeitlich begrenzte Aufnahme von zwei Juden in der Stadt, gebot aber auch in einem ebenfalls 1487 ausgestellten Jahrmarktsprivileg dass die Juden in Heilbronn keinen Wucher treiben dürfen. 1490 bestätigte der Kaiser den Kauf der Synagoge am Kieselmarkt und des jüdischen Friedhofes durch die Stadt um 250 Gulden, obwohl Regensburger und Nürnberger Juden mehr Geld dafür geboten hatten. Der Kammerprokurator Heinrich Martin begründete den Entscheid zugunsten der Stadt Heilbronn mit der „widerwertigkeit“ der Juden. Zwar baten Juden aus Kaltenwesten und Talheim mit Hinweis auf ihre jahrhundertelangen Steuerzahlungen darum, die jüdischen Einrichtungen nicht zu entfremden, doch die Grundstücke am Kieselmarkt wurden von der Stadt rasch anderweitig genutzt. Die Judenschule wurde als Wohnhaus weiterveräußert, der Judenfriedhof wurde überbaut. 1495 erging ein Befehl Kaiser Maximilians an die Stadt, die vertrieben Juden wieder aufzunehmen, doch auch dieser blieb ungehört. Vielmehr hat die Stadt immer restriktivere Beschlüsse gegen die wenigen noch in Heilbronn verbliebenen Juden gefasst. Die ehemals in Heilbronn ansässigen Juden ließen sich in den umliegenden Orten Neckarwestheim, Talheim und Neckarsulm nieder und bemühten sich in der Folgezeit um Wiederaufnahme in die Stadt, was ihnen jedoch bis auf weiteres verwehrt bleiben sollte.
Auszüge aus den Ratsprotokollen für die jährliche Erneuerung des Stadtverbots:

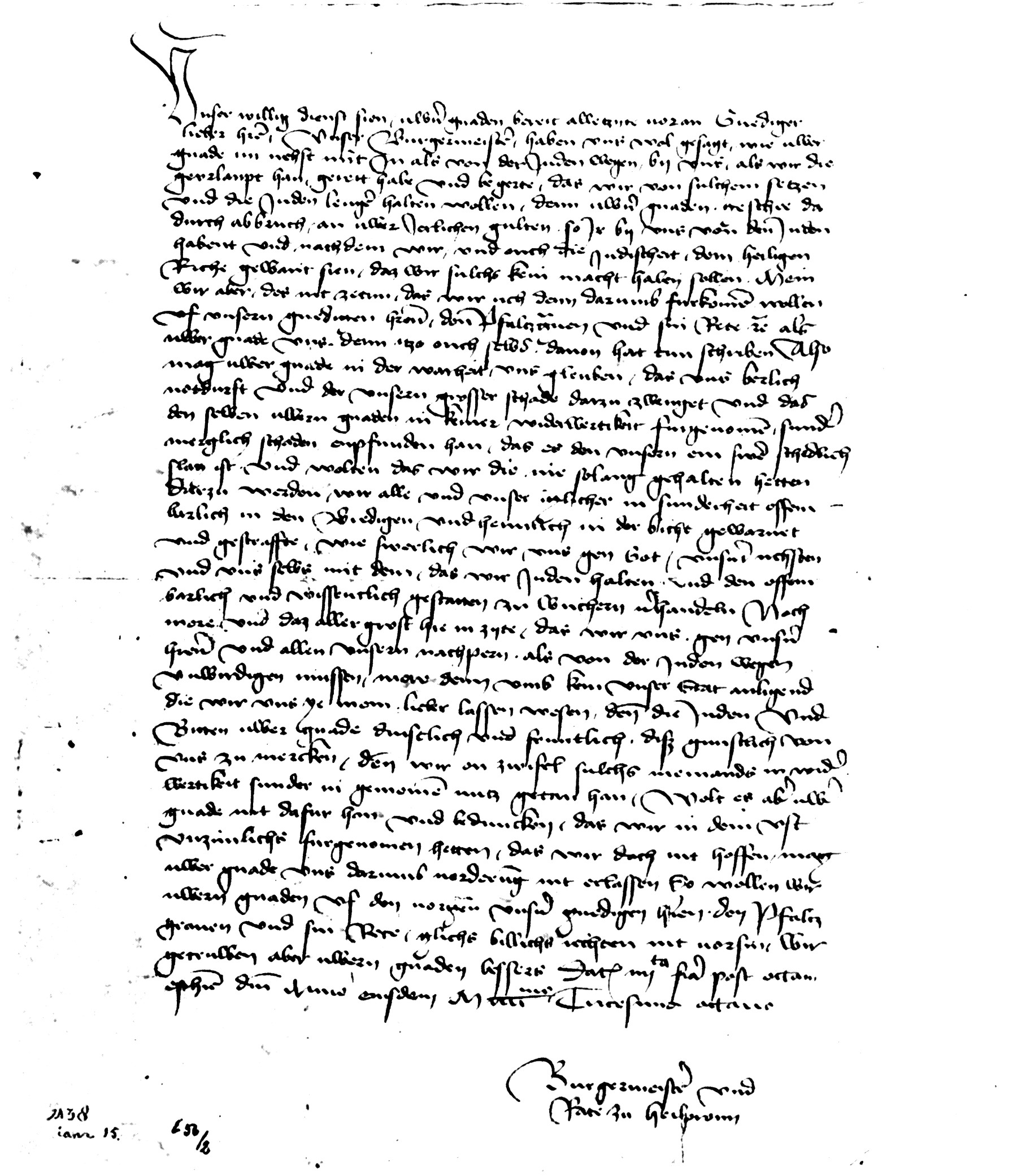
In einem Brief schildert Bürgermeister und Rat dem Konrad von Weinsberg die Gründe für das Stadtverbot
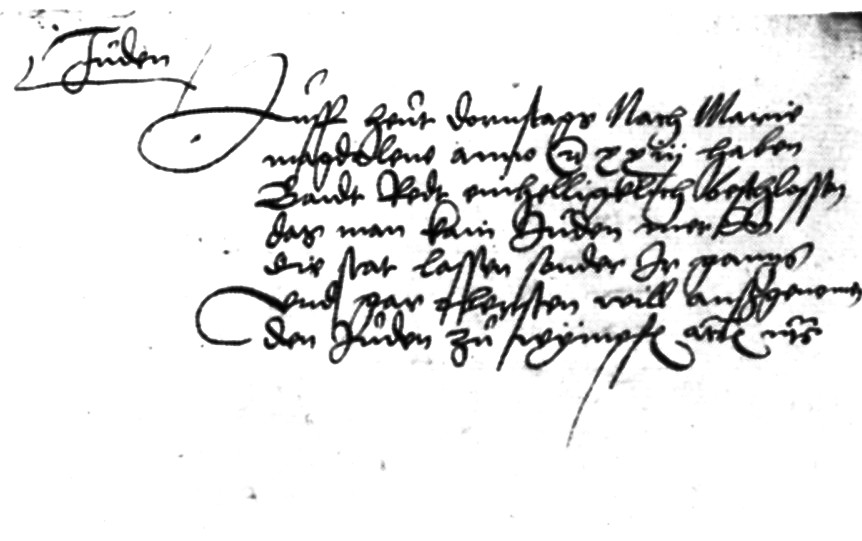
Ratsprotokoll vom 23. Juli 1523: jährliche Erneuerung des Stadtverbots
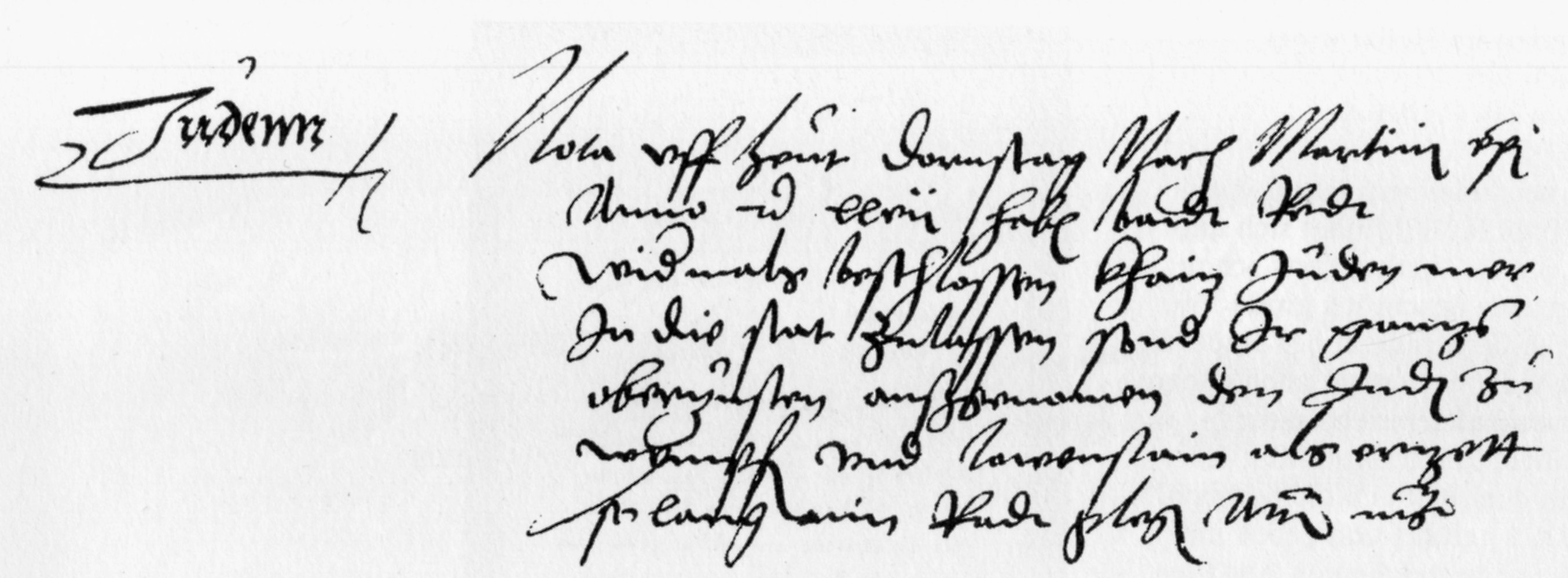
Ratsprotokoll vom 14. November 1527: jährliche Erneuerung des Stadtverbots
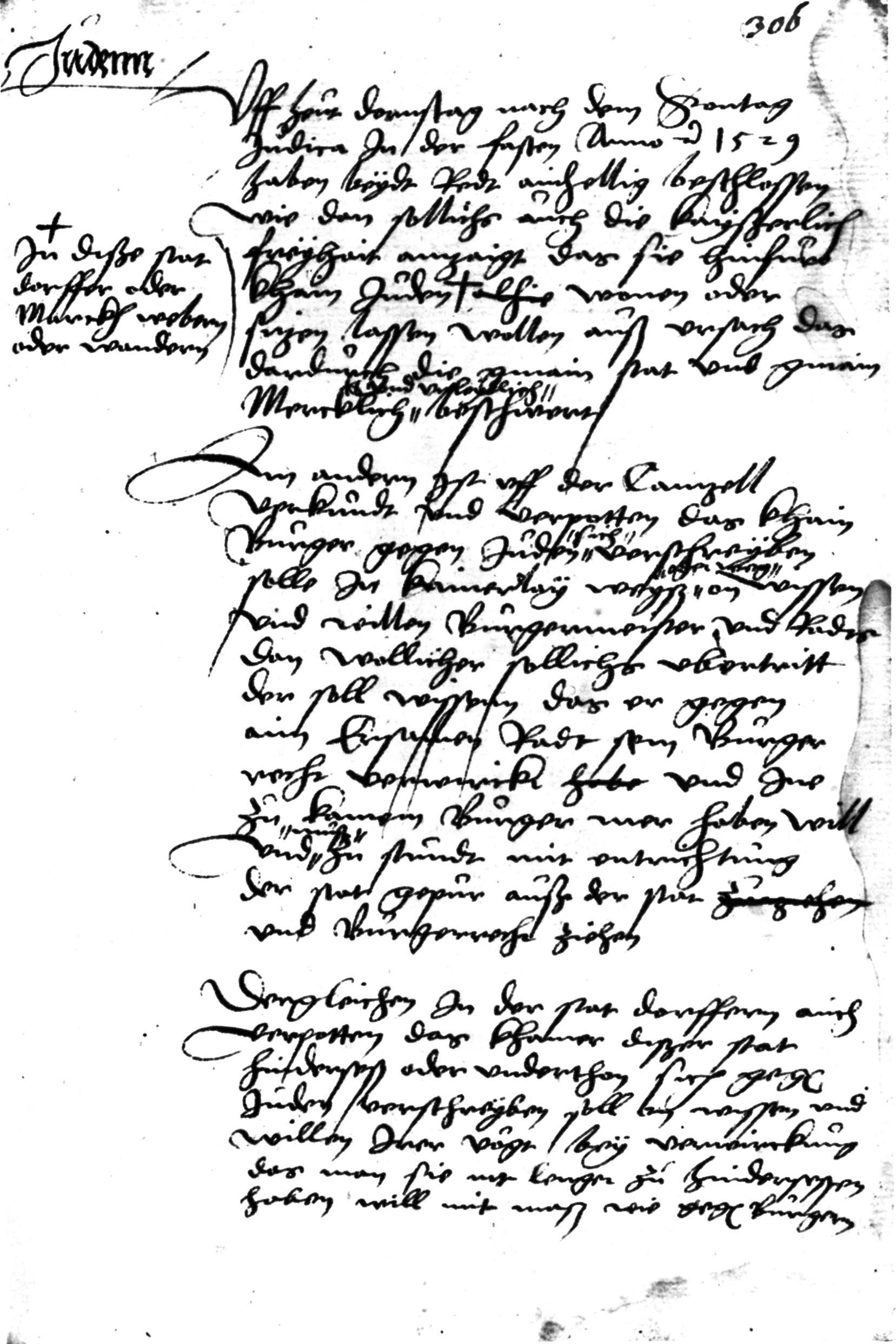
Die Wiederholung des jährlichen Stadtverbots im Jahre 1529 für die Heilbronner israelit. Religionsgemeinschaft

### Handel während des Stadtverbots
Trotz des Stadtverbots waren wohl einzelne Juden in der Stadt geblieben, auch wenn sie mit immer mehr Schikanen zu rechnen hatten. 1524 ist in einem Schutzersuchen der Heilbronner Barfüßer noch immer von Juden in der Stadt die Rede. Adlige aus dem Umland, darunter die Frauenberg (Talheim) und die Liebenstein (Kaltenwesten), richteten Bittschreiben an die Stadt, um ihren Schutzjuden den Zugang zu den Heilbronner Wochenmärkten zu ermöglichen. Die Stadt hielt jedoch am Stadtverbot fest, das sie in regelmäßigen Abständen erneuerte und bestätigte. 1527 wird anlässlich der Bestätigung entschieden, von Juden „ganz abzustehen“. Eine Ausnahme bildeten zwei jüdische Ärzte aus Wimpfen und Löwenstein, denen man weiterhin Zugang zu ihren Patienten in Heilbronn gewährte.
1529 verbot der Rat der Stadt den Bürgern bei Androhung des Verlusts des Bürgerrechts, mit Juden Handel zu treiben. 1530 gebot Kaiser Karl V. zwar freien Handel und Wandel für die Juden, woraufhin eine Gruppe von Juden aus Neckarsulm beim Heilbronner Rat ihre Wiederzulassung beantragte, der Heilbronner Rat hielt jedoch an seinen Sanktionen gegen Juden fest. 1540 ersuchte der Heilbronner Rat um Auskünfte bei den umliegenden Gemeinden, wie hoch die Schuldverschreibungen der Heilbronner Bürger bei den in anderen Herrschaften lebenden Juden seien. Daraus ergab sich, dass viele Heilbronner noch in Handelsbeziehungen mit Juden standen, die hauptsächlich in Württemberg (Marbach, Bottwar, Beilstein, Weinsberg, Brackenheim, Güglingen und andere Orte) saßen. Überwiegend handelte es sich um Geldgeschäfte. Die Stadt ging darauf juristisch gegen diese Geldgeschäfte vor und erwirkte 1543 einen Urteilsspruch von Kaiser Ferdinand, dass alles, was die Juden verliehen hätten, verwirkt sei und an die städtische Kasse zu fallen habe. Die Anordnung wurde in einer Auflage von 270 Abschriften im Umkreis von 215 Meilen in allen Orten mit bedeutenden Judengemeinden angeschlagen.
Juden blieben Warenhandel verboten und ausschließlich Geldgeschäfte erlaubt. Weiterhin durften sich keine Juden ansiedeln, und jüdische Kaufleute durften die Stadt nur gegen Entrichtung eines Schutzzolls von 7 Pfennigen und in Begleitung eines Stadtknechts betreten. 1620 wurde der „Judenleibzoll“ auf 12 Pfennige erhöht.
In den letzten Jahren des Dreißigjährigen Krieges waren ab 1645 unter den in die Stadt Heilbronn strömenden Flüchtlingen auch wieder einige Juden, die man bis zum Westfälischen Frieden duldete.
Mit der Judenordnung des Jahres 1667 wurde Warenhandel mit jüdischen Kaufleuten in beschränktem Rahmen und unter strengen Auflagen erlaubt. Da sich unter diesen Kaufleuten viele befanden, die auf dem Weg zur Frankfurter Messe waren, und sich durch die Vorschriften viele Probleme bei der Disposition der Messewaren ergaben, wurden die Auflagen in der Folgezeit etwas gelockert. Gleichzeitig schuf man von Seiten der Stadt aber auch Regelungen, um auswärtige Juden überhaupt von der Stadt fernzuhalten. 1712 forderte man z. B. von fremden Juden beim Eintritt in die Stadt, dieser die horrende Summe von 4000 Gulden als Pfand zu leihen oder andernfalls das Stadtgebiet zu meiden. 1725 nahm die Stadt einige zum Christentum konvertierte Juden auf, aber verwies einen darunter nach einem von ihm begangenen Diebstahl bald wieder der Stadt.
Im Jahr 1770, nachdem in Heilbronn bereits drei Märkte bestanden, wurden Juden von Leib- und Brückenzöllen befreit, um die Märkte durch mehr Händler zu beleben. Das Ansiedlungsverbot für Juden jedoch bestand auch nach Mediatisierung der Stadt durch Württemberg 1802 fort.

### Gleichstellungsgesetze 1828 und 1864
In Württemberg hatte es seit der Zeit von Graf Eberhard im Bart im späten 15. Jahrhundert ein Ansiedlungs- und Gewerbeverbot für Juden gegeben. Durch die politischen Umwälzungen zu Beginn des 19. Jahrhunderts waren jedoch viele vormals reichsritterschaftliche oder geistliche Territorien an Württemberg gefallen, in denen die aus Heilbronn und anderen Städten ausgewiesenen Juden sich über Jahrhunderte niedergelassen hatten. Gab es in Württemberg um 1800 erst wenige hundert Juden, so stieg deren Zahl durch die hinzugekommenen Gebiete auf ungefähr 7.000 an, von denen die neuwürttemberger meist mehr angestammte Rechte besaßen als die altwürttemberger Juden. Die württembergische Regierung war unter Zugzwang, die Rechte aller Juden in Württemberg zu vereinheitlichen. Da man im benachbarten Frankreich bereits 1791 den Juden volle Emanzipation zugestanden hatte, entschied man sich auch in Württemberg für eine rechtliche Gleichstellung mit den anderen Bürgern, wofür zwischen 1806 und 1827 eine Reihe von vorbereitenden Regelungen getroffen wurden.

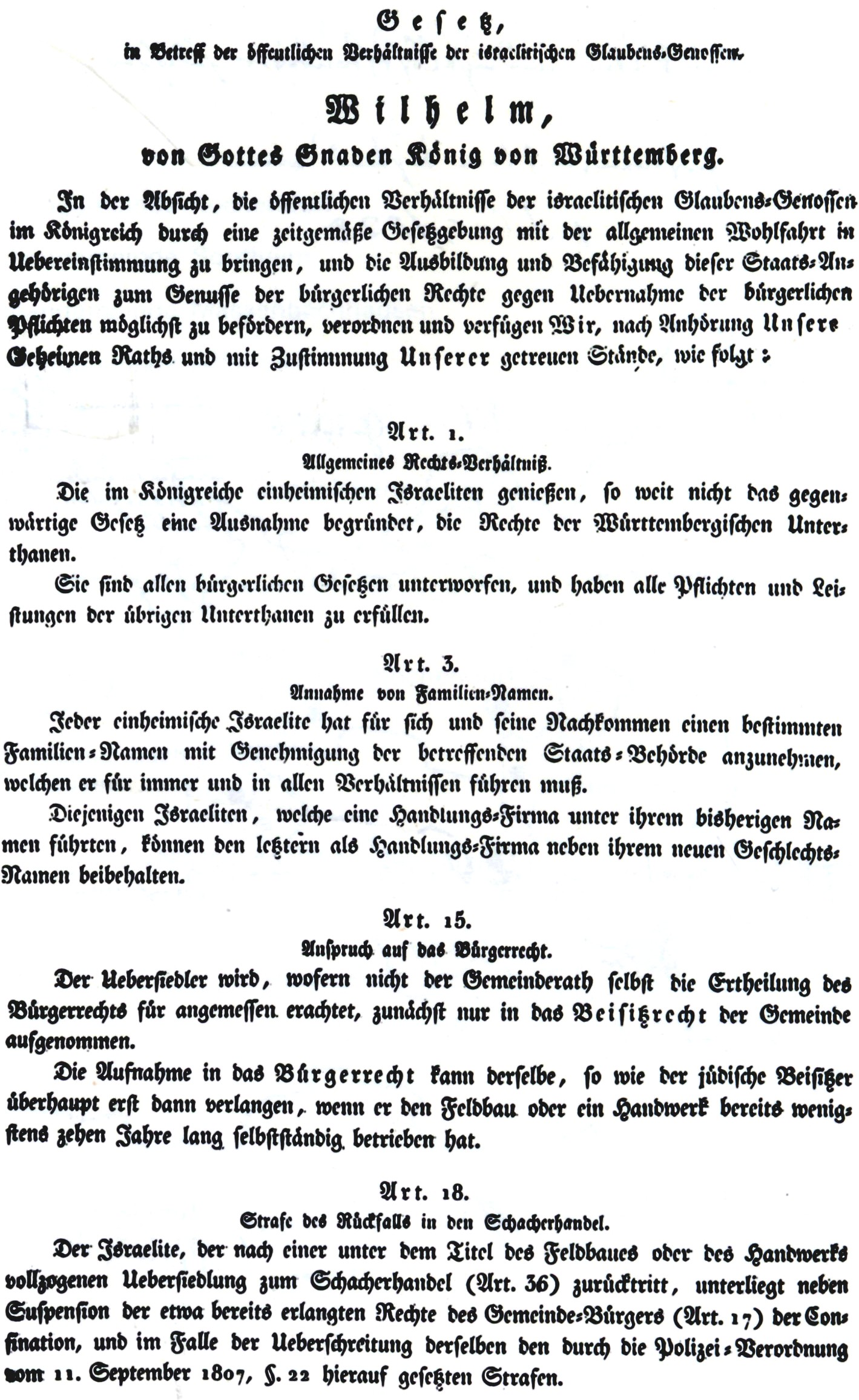
Das Gleichstellungsgesetz vom 25. April 1828 erlaubte Juden wieder die Freizügigkeit

Mit dem „Gesetz in Betreff der öffentlichen Verhältnisse der israelitischen Glaubensgenossen“ der Königlich Württembergischen Regierung von 1828 wurden getaufte und ungetaufte jüdische Bürger christlichen Bürgern in vielen Bereichen weitgehend gleichgestellt. Aus ursprünglichen „Schutzjuden“ wurden Bürger Württembergs, die allen bürgerlichen Gesetzen unterworfen waren und alle „Pflichten und Leistungen der übrigen Untertanen zu erfüllen“ (Art. 1) hatten, wobei aber Ausnahmen hinsichtlich der Gewerbefreiheit und des aktiven und passiven Wahlrechts gemacht wurden. Das Gesetz begünstigte nur die Juden, die sich nicht mehr dem sogenannten „Schacherhandel“ widmeten, und stellte das religiöse Leben wie auch Ausbildung der Rabbiner wie das Schulwesen unter staatliche Aufsicht.
1830 zog der erste jüdische Neubürger, ein Tuchhändler namens Isidor Veit aus Sontheim (s. Jüdische Gemeinde Sontheim), wieder in die Stadt Heilbronn und erhielt 1831 das Bürgerrecht. 1849 zog mit Moritz Kallmann der erste jüdische Bürger in den Gemeinderat ein.
In einer ersten Phase der kulturellen Adaption der kirchlichen Gegenwart des Landes erging ein Gesetz von 1828, das als Betreuer der israelitischen Gemeinde ein Kirchenvorsteheramt vorsah. In einer zweiten Phase wurde am 27. Oktober 1831 aufgrund einer königlichen Verfügung eine königliche Israelitische Oberkirchenbehörde Württembergs gegründet, die sich aus dem Vorstand und Regierungs-Kommissar Johann Balthasar von Steinhardt, dem Rabbiner Joseph Maier und als Vikar dem Heilbronner Rabbiner Ludwig Kahn, dem Sekretär Carl Weil, als Oberkirchenvorsteher und weltlichen Mitgliedern zusammen setzte. Der israelitische Wohltätigkeitsverein in Heilbronn wurde 1857 von Liebmann Strauss gegründet. Aus diesem Wohltätigkeitsverein heraus ist in einer dritten Phase der Akkulturation 1861 die jüdische Gemeinde Heilbronn entstanden. 1862 umfasste die jüdische Gemeinde 137 Personen, 1864 wurden 369 Gemeindemitglieder gezählt.
1864 kam mit einem neuen Emanzipationsgesetz eine weiter gehende rechtliche Gleichstellung: „Die im Königreiche einheimischen Israeliten sind in allen bürgerlichen Verhältnissen den gleichen Gesetzen unterworfen, welche für die übrigen Staatsangehörigen maßgebend sind; sie genießen die gleichen Rechte und haben die gleichen Pflichten und Leistungen zu erfüllen“. Die Oberaufsicht des Staates über das „kirchliche“ Leben wurde aber erst 1912 abgeschafft. 1868 wurde der heute noch bestehende neue Judenfriedhof unterhalb des Wartbergs eröffnet.

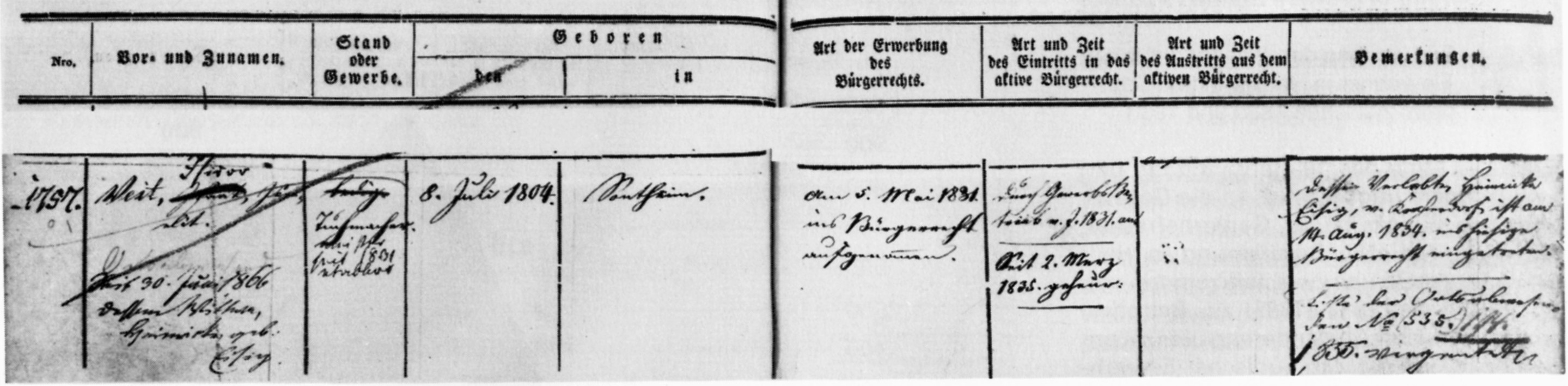
1831 erhält Isidor Veit das Bürgerrecht gemäß dem „Gesetz in Betreff der öffentl. Verhältnisse der israelitischen Glaubensgenossen“ von 1828
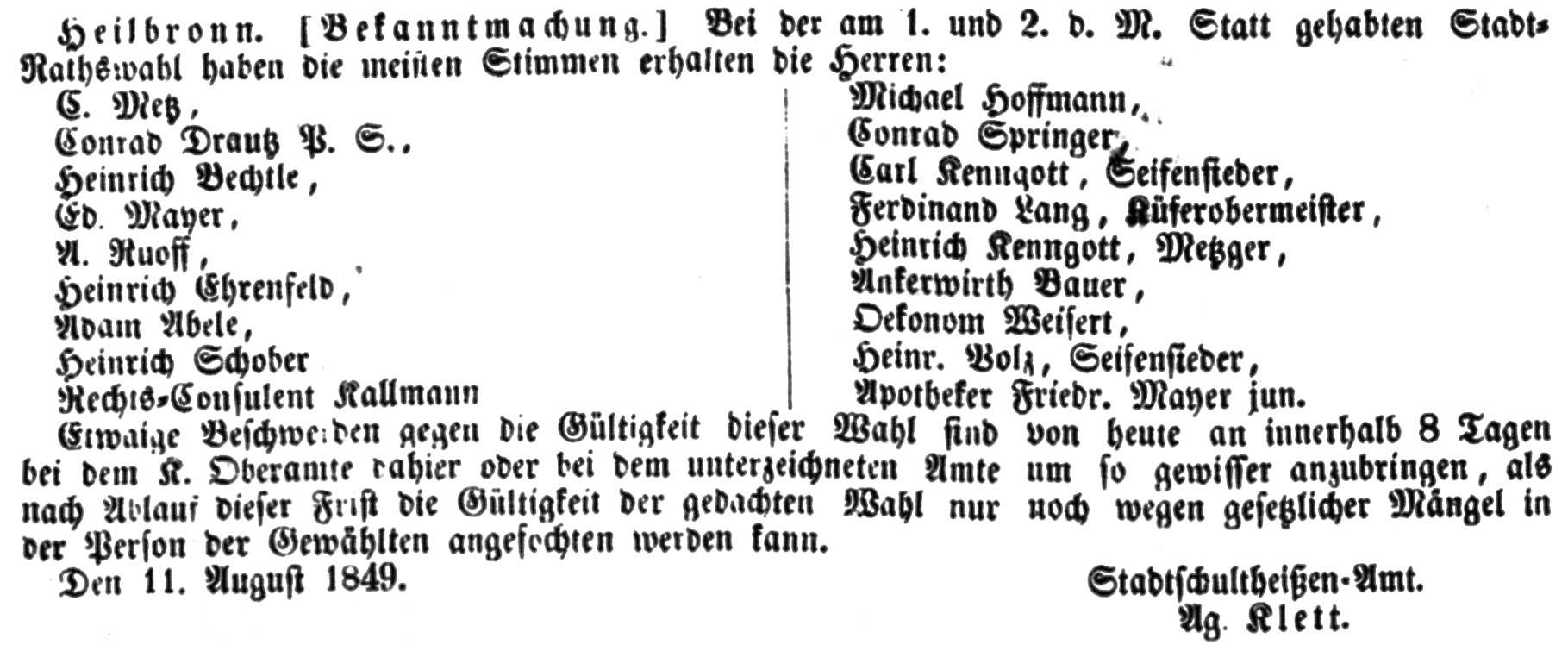
Moritz Kallmann gelangt in den Heilbronner Gemeinderat
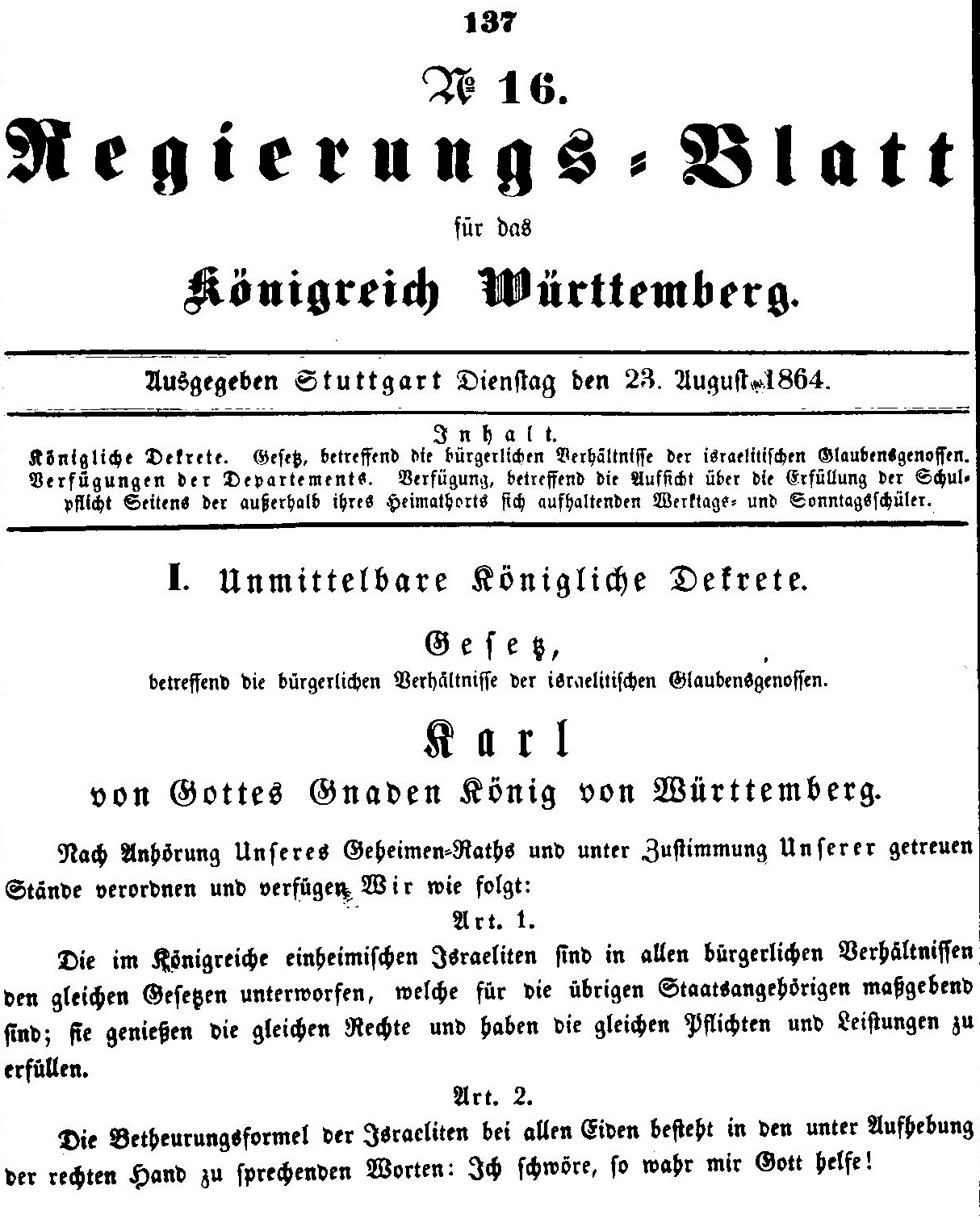
Emanzipationsgesetz vom 13. August 1864
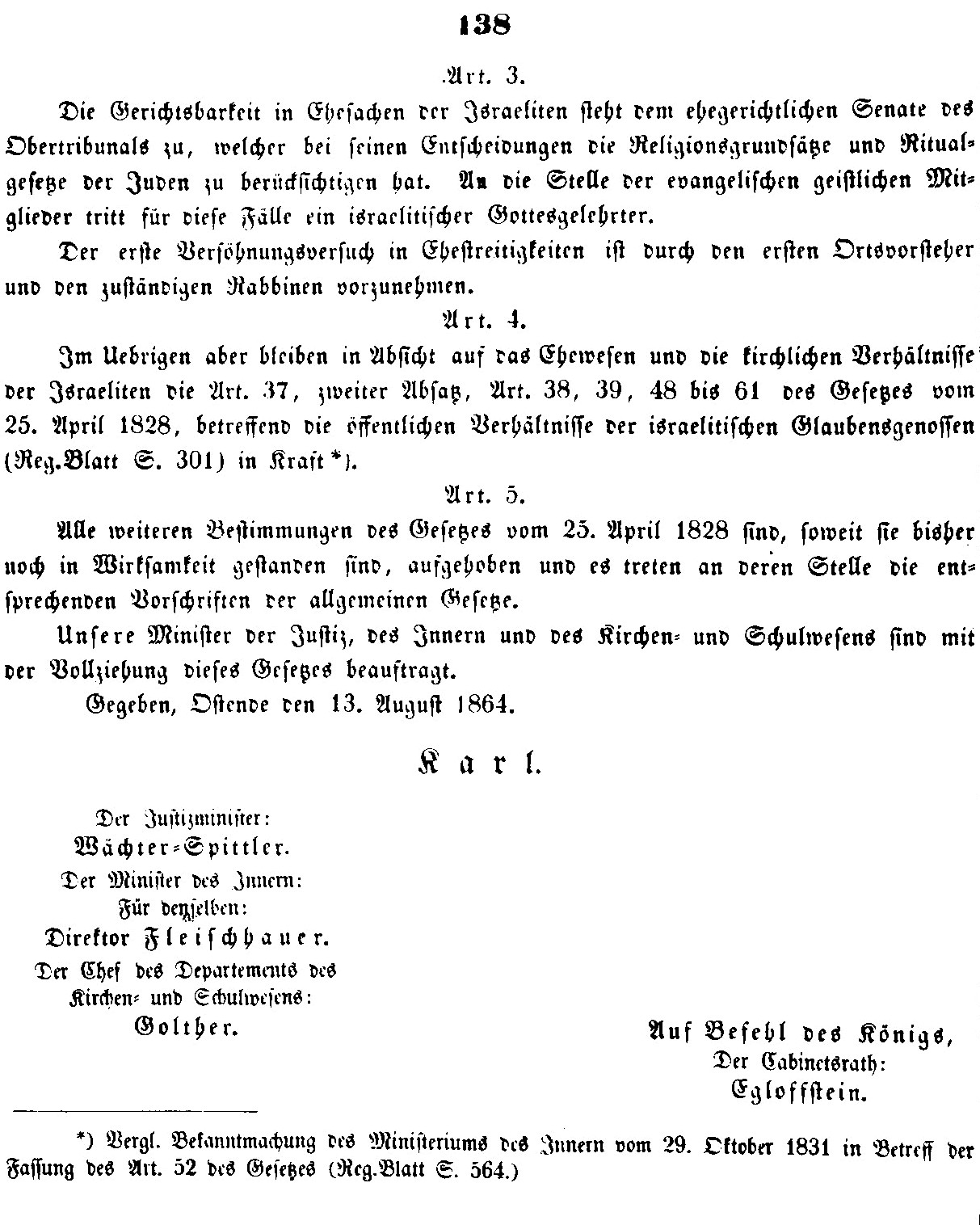
Emanzipationsgesetz vom 13. August 1864

### Dritte Heilbronner Synagoge ab 1877

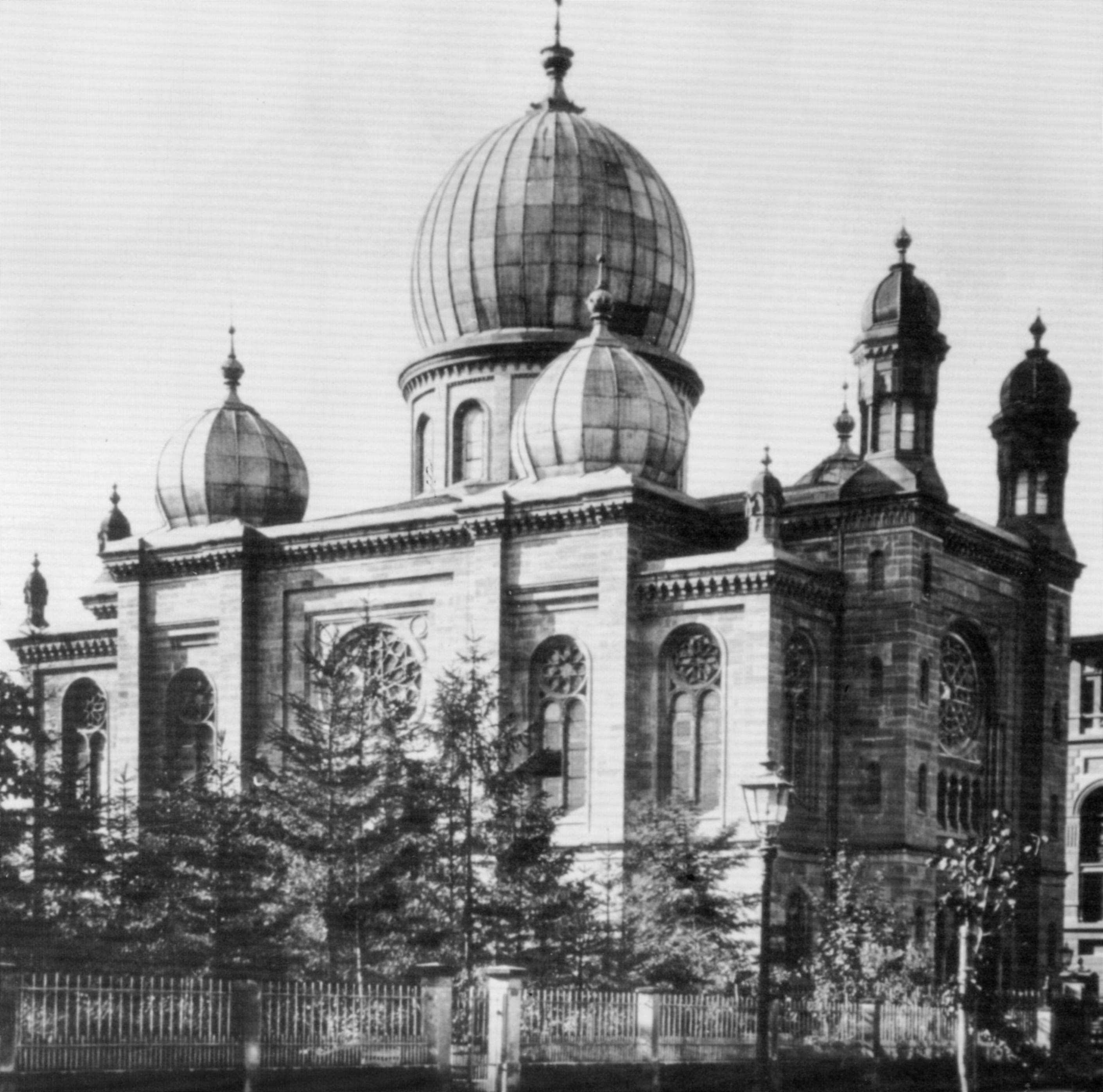
Heilbronner Synagoge, Foto von 1900

Von etwa 1858 an wuchs die Heilbronner Jüdische Gemeinde stark an, da zahlreiche Juden aus den umliegenden Dörfern in die Stadt zogen, in der die einsetzende Industrialisierung viele Erwerbsmöglichkeiten bot. Schon 1867 wurde das Bezirksrabbinat von Lehrensteinsfeld nach Heilbronn verlegt. Um 1871 hatte die jüdische Gemeinde etwa 610 Mitglieder. Die damals einzige Synagoge der Stadt befand sich seit 1856 im Mittelbau des Deutschhofes beim damaligen Schwurgerichtssaal, wo jedoch beengte Raumverhältnisse herrschten. Die Gemeinde erwarb ein Grundstück an der Allee, wo die Heilbronner Synagoge 1877 eingeweiht wurde. Das Gebäude im Stil des Eklektizismus war eine Kreuzbasilika mit einem hohen Mittelschiff, einem Querschiff und niedrigeren Seitenschiffen. Das Querschiff wurde von einem flachen Walmdach gedeckt und von vier kleineren Seitenkuppeln gekrönt. Die Zentralkuppel hatte zwölf Rundbogenfenster und war nach außen hin mit patiniertem, grün schimmerndem Kupfer eingedeckt.

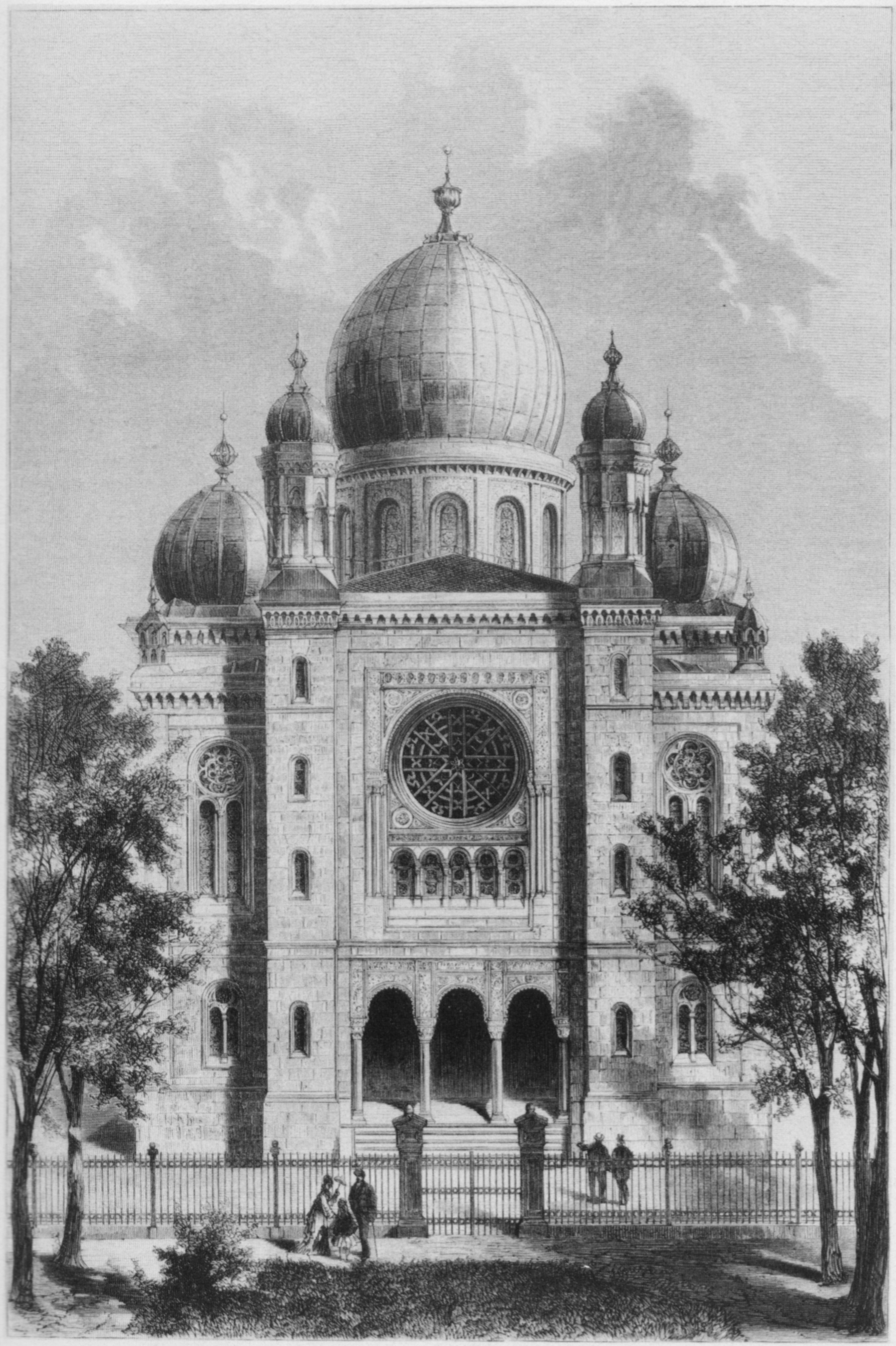
Synagogenbild 1877
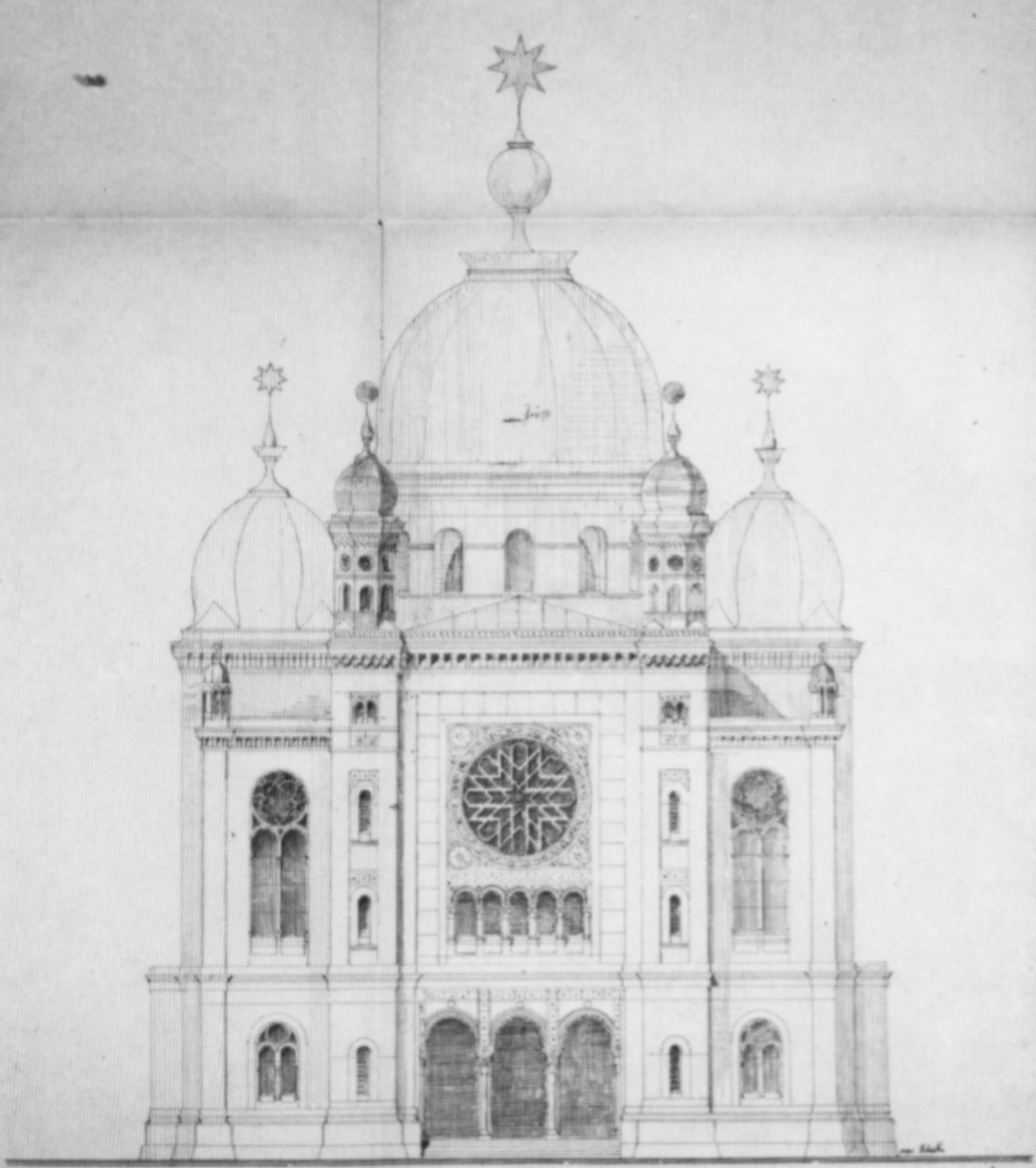
Bauakten Synagoge 1879
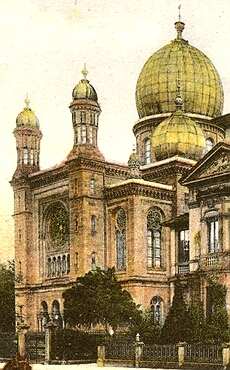
Die Heilbronner Synagoge der zentralen Synagogengemeinde

#### Instrumentalmusik und Bestattung
Die israelitische Kirchengemeindeversammlung entschied sich mit sechzig zu vier Stimmen für die Einrichtung einer Orgel in der Heilbronner Synagoge.
Dabei ist Instrumentalmusik in orthodoxer Liturgie nicht vorgesehen. Dies führte zu heftigen Kontroversen. Eine weitere kulturelle Adaption der Gegenwart war die Feuerbestattung – in Heilbronn ermöglicht durch das 1905 von Emil Beutinger geschaffene Krematorium auf dem Hauptfriedhof in Heilbronn –, die eine Spaltung der Gemeinde auslöste. Die Kremation galt sowohl mit der Tradition der jüdischen Totenbestattung, als auch mit Maimonides (und seinen 13. Glaubenssätzen) und Jecheskiel (Weissagung Kap. 37 von der Auferstehung der Gebeine am Jüngsten Tage) als unvereinbar, da das Judentum die strenge Trennung von Leib und Seele nicht kennt. Daher umfasst auch die Vorstellung von der Auferweckung zu neuem Leben die ganze Person. Wenn nun aber die ganze Person eingeäschert würde, bestünde demnach auch keine Auferstehung.
Unter der Leitung der Heilbronner Bürger jüdischen Glaubens, David Reis und Emanuel Kaufmann, entwickelte sich eine Abspaltung von der als assimiliert geltenden zentralen Synagogengemeinde Heilbronn. Diese neue Gemeinschaft nannte sich Adass Jeschurun. Folgende Worte des Tenach waren für jene jüdische Gemeinde maßgebend: Ihr sollt mir sein ein Volk von Priestern! Im Jahre 1911 eröffnete die Gemeinschaft einen eigenen Betsaal. Die Gemeinde zählte 1933 rund 60 Mitglieder.

#### Rabbinat und Rabbiner
Als Leiter der Liturgie war von 1864 bis 1889 Moses Engelbert (* 13. Juni 1830 in Budenberg bei Kassel; † 17. Januar 1891 in Heilbronn) als Rabbiner der zentralen Synagogengemeinde in Heilbronn tätig. Er war bis zur Auflösung des Bezirksrabbinats Lehrensteinsfeld bzw. seiner Verlegung nach Heilbronn (s. Jüdische Gemeinde Lehrensteinsfeld) der dortige Rabbiner. Ihm folgte 1889 bis 1892 der Rabbiner Bertold Einstein (* 31. Dezember 1862 in Ulm; † 4. Juni 1935). Als Rabbinatsverweser war es Einstein, der nach dem Tode von König Karl von Württemberg in der Heilbronner Synagoge bei der Gedächtnisfeier die Trauerrede hielt. Diese Feier fand am 11. Oktober 1891 statt.
Ludwig Kahn (* 17. Juni 1845 in Baisingen; † 9. Oktober 1914) war von 1892 bis 1914 in Heilbronn tätig. Kahn, der am 19. April 1892 nach Heilbronn kam, sicherte sich bald den Ruf eines hochgebildeten Mannes und fürsorglichen Geistlichen. Er wurde nach der Gründung der Israelitischen Oberkirchenbehörde dem ersten theologischen Mitglied des Rates zur Unterstützung beigegeben. Bei der Mobilmachung im Ersten Weltkrieg bat Rabbiner Kahn in der Synagoge um Gottes Schutz und Beistand für Deutschland. Ludwig Kahn spielte eine bemerkenswerte Rolle bei Kriegsausbruch 1914, als die Oberkirchenbehörde in Stuttgart ein gleichmäßiges Verfahren bei der Vereidigung christlicher und jüdischer Soldaten verlangte. Im Kasernenhof von Heilbronn waren zu diesem feierlichen Akt die Soldaten aller Konfessionen angetreten, und die Geistlichen der drei Konfessionen standen vor dem Feldaltar. Rabbiner Kahn war auch für die israelitische Seelsorge in der königlichen Heil- und Pflegeanstalt Weinsberg (Kreis Heilbronn, Württemberg) zuständig.
Dem Rabbiner Kahn folgte von 1914 bis 1935 Max Beermann (* 5. April 1873 in Berlin; † 1935 in Heilbronn). Er lehrte in vielen Kursen in der Volkshochschule Heilbronn und war aus dem kulturellen Leben der Kommune nicht wegzudenken. Weiterhin war er in der Israelitischen Loge (Heilbronn) Mitglied und hielt dort viele Vorträge. Er hatte am 1. Juni 1915 „unter ärztlicher Führung Gelegenheit… die einzelnen Kranken und ihre Personalien kennenzulernen“. Seit dem 3. Juni 1914 wurden mindestens einmal im Monat dort Gottesdienste abgehalten und Shabbat gefeiert.

#### Kantor
Als einer der ersten Kantoren wurde 1885 Moritz Dreifus angestellt, (* 23. August 1845 in Richen; † 28. Dezember 1924 in Heilbronn) der als Lehrer und Kantor arbeitete.
Seit 1903 arbeitete Isy Krämer (* 9. August 1877 in Mönchsrot; † 16. April 1963 in Brooklyn) als Kantor. Seine Frau war Julie, eine geborene Würzburger, welche am 12. April 1888 in Heilbronn geboren wurde. Weiterhin war Krämer als Musikkritiker in den Zeitungen Heilbronns tätig. Hier wäre seine Tätigkeit für die Heilbronner Zeitung zu nennen, als damals die Zeitung noch von Carl Wulle verlegt worden war. Des Weiteren ab 1910 war er für die Neckar-Zeitung unter den Chefredakteuren Ernst Jäckh und Theodor Heuss tätig. Der spätere Bundespräsident Heuss und Krämer waren Freunde.

#### Kirchenvorstand
Der Kirchenvorstand der israelitischen Gemeinde setzte sich zusammen aus Kantor, Rabbiner und einigen Vertretern der Gemeinde. Diese waren:
- Moritz Ullmann (* 7. Mai 1820 in Affaltrach; † 18. Juli 1880 in Heilbronn). Ullmann heiratete Lina Kohn.
- Nathan Wachs (* 3. Januar 1839 in Stein a.K.; † 4. Januar 1905 in Heilbronn).
- Liebmann Strauss (* 8. August 1833 in Obergimpern; † 12. August 1907 in Heilbronn).
- Max Kirchheimer (* 11. Januar 1839 in Berwangen; † 14. Oktober 1901 in Stuttgart).
- Mayer Stein (* 20. September 1890 in Obergimpern; † 13. September 1941 in Heilbronn). Seine Ehefrau Frieda Wollenberger (* 11. November 1869 in Siegelsbach; † 23. März 1942 in Theresienstadt/Maly Trostinec) wurde im Konzentrationslager Maly Trostinec ermordet.

### Vereinsleben
Die Heilbronner Juden waren nicht nur in der jüdischen Gemeinde, sondern auch in verschiedenen Vereinen zusammengeschlossen. Neben dem am 15. April 1857 gegründeten Israelitischen Wohltätigkeitsverein, aus dem 1861 die jüdische Gemeinde Heilbronns hervorgegangen war und der 16. November 1907 sein 50-jähriges Bestehen feierte, bestanden vor allem kulturelle Vereine wie beiden 1877 gegründeten Vereine Alliance, der sich im Württemberger Hof traf, und Einklang, der seine Treffen in der Sonne und der Harmonie abhielt, ferner den 1899 gegründeten Verein für jüdische Geschichte mit Hermann Wollenberger als Vorsitzenden, den ebenfalls 1899 gegründeten Verein Synagogenchor und später noch den 1928 gegründeten Verein Geselligkeit Klub 1928 mit Lothar Schwarzenberger als Vorsitzenden.
Im Jahr 1910 wurde die 480. Tochterloge bzw. 39. deutsche Loge der B’nai B’rith (hebr.: בני ברית, dt.: „Söhne des Bundes“), einer seit 1843 bestehenden jüdischen Wohlfahrtsorganisation, in Heilbronn gegründet. Die Loge wurde nach Johann Gottfried Herder alsbald auch Herder-Loge genannt und avancierte zum geistigen Mittelpunkt der jüdischen Gemeinde in Heilbronn. Der Gründungsvorsitzende war Siegfried Gumbel, ihm folgten von 1915 bis 1937 Gottfried Gumbel, Max Beermann, Fritz Kirchheimer und Hermann Kern mit den Rechnern Karl Siegler und Wilhelm Rosenthal. Zu den bedeutenden Rednern der Loge zählen: Julius Bab, Kurt Pinthus, Nahum Goldmann und Oberrabbiner Leo Baeck. Am 16. April 1937 wurde die Loge aufgelöst.

### Ende des Wachstums
Eine 1880 an Reichskanzler Bismarck eingebrachte Petition für die „Beschränkung des Einflusses der Juden“ fand im Heilbronner Gemeinderat keine Zustimmung. Überhaupt hatten am wirtschaftlichen Aufschwung Heilbronns im 19. Jahrhundert gerade die jüdischen Einwohner beträchtlichen Anteil: Jüdische Likör-, Metall-, Schuh- und Zigarrenfirmen entstanden.
1885 hatte die jüdische Gemeinde in Heilbronn mit knapp 1000 Mitgliedern ihre größte Mitgliederzahl erreicht. Danach waren die Mitgliederzahlen wieder leicht rückläufig und blieben dann bis 1925 mit etwa 900 Mitgliedern stabil. Die Gründe für das Ende des Wachstums liegen darin, dass inzwischen die meisten jungen Angehörigen der jüdischen Landgemeinden in die Städte verzogen waren und es kaum noch Nachzügler gab. Gleichzeitig gab es in den städtischen Verhältnissen um 1900 viel weniger kinderreiche Familien als es sie in den Landgemeinden des 19. Jahrhunderts gegeben hatte. Außerdem waren in den letzten Jahren des 19. Jahrhunderts die viel mehr als Heilbronn industrialisierten Städte reizvollere Ziele der Abwanderung.
In der Zeit um 1900 waren zwei Heilbronner Juden Mitglieder des Gemeinderats:
- 1895–1907: Jakob Schloß (* 14. November 1831 in Laudenbach; † 22. Februar 1910 in Heilbronn), Gemeinderatsmitglied und zeitweilig Stellvertreter des Oberbürgermeisters Paul Hegelmaier. Bereits von 1885 bis 1895 war Jakob Schloß im Bürgerausschuss der Stadt Heilbronn, wo er für neun Jahre verblieb. Er übergibt als Vertreter ebendieses Gremiums dem von der Regierung eingesetzten Regierungsrat Holland die Denkschrift des Bürgerausschusses, in der die Absetzung des Oberbürgermeisters Hegelmaiers gefordert wurde. Am 5. August 1896 ist er Vertreter der Stadt, als die Haltestelle Karlstor in Betrieb genommen wurde. Am 1. November 1897 wurde er bei der Einführung des Gewerbegerichts zum Stellvertreter des Vorsitzenden Hegelmaier gewählt.
- 1890–1928: Max Rosengart (* 18. Juni 1855 in Hundersingen, Münsingen; † 19. Mai 1943 in Stockholm), Gemeinderatsmitglied und teilte sich zeitweilig mit Georg Härle und Gustav Kiess die Geschäfte des Oberbürgermeisters Hegelmaier. Rosengart wurde 1930 zum Ehrenbürger Heilbronns ernannt. Die Nationalsozialisten haben ihm 1933 die Auszeichnung wieder entzogen. Rosengart wanderte 1939 nach Schweden aus.

### Bankiersfamilie Gumbel
Die jüdischen Gebrüder Gumbel betrieben seit 1860 ein Bankgeschäft in Heilbronn. Dieses Geschäft spaltete sich 1880 in das Bank- und Wechselgeschäft Gumbel-Kiefe auf, aus dem 1918 die Heilbronner Niederlassung der Bank für Handel und Industrie hervorging, und in das Bank- und Wechselgeschäft Gumbel am Markt mit dem Inhaber Abraham Gumbel, aus dem 1909 der Heilbronner Bankverein wurde. Die Bankiers der Familie Gumbel finanzierten zahlreiche Industrieprojekte. Direktoren jüdischen Glaubens des Heilbronner Bankvereins waren Abraham Gumbel (1909), Otto Igersheimer (1930), Sigmund Gumbel (1933).
- Abraham Gumbel (* 21. Dezember 1852 in Stein a. K.; † 25. Dezember 1930 in Heilbronn), war der erste Vorsitzende und Gründer des Vereins.
- Otto Igersheimer (* 14. März 1879 in Heilbronn; † 13. Juli 1942 in Auschwitz), war 1909 Prokurist und später Nachfolger Abraham Gumbels als Direktor des Heilbronner Bankvereins. An einem Montag, als Igersheimer wieder in sein Büro im Bankverein gegangen war, drangen zum Teil gewaltsam in den Heilbronner Bankverein, Kaiserstraße 34, und seine Wohnung jeweils 30 SS und SA-Leute ein. Die Volksmenge wurde gegen Igersheimer aufgehetzt. Etwa 300 Personen versammelten sich dann vor dem Heilbronner Bankverein und forderten in Sprechchören die Auslieferung des altbekannten Bankdirektors: (Zitatanfang) […] „Jud Igersheimer raus! “ […][4] Nach der Deportation von David Vollweiler übernahm er die Aufgabe, die Beratungsstelle für Fürsorge und Unterstützungswesen der jüdischen Gemeinde Heilbronn zu übernehmen. Ihm wurde seitens der NSDAP befohlen, als Gemeindepfleger für den Arbeitseinsatz und die Kontrolle des Abtransports zu sorgen. Er wurde am 20. Mai 1942 nach Obersdorf deportiert und von dort nach Auschwitz. Sein Haus in der Karlstraße 43 wurde für 26.000 RM „arisiert“.[4]
- Sigmund Gumbel (* 1867 in Heilbronn; † 1942 in London), der jüngste Bruder von Abraham Gumbel, erklärte am 25. April 1933 noch seinen Austritt aus dem Aufsichtsrat des Heilbronner Bankvereins.[39]

### Neuorganisation nach dem Ersten Weltkrieg
Die kirchliche Organisation der jüdischen Gemeinden musste nach dem Zusammenbruch der Monarchie nach dem Ersten Weltkrieg neu geregelt werden. 1920 wurde eine verfassungsgebende Landeskirchenversammlung einberufen, wobei das Rabbinat Heilbronn durch Alex Amberg und Siegfried Gumbel vertreten wurde. Insbesondere Gumbel soll großen Einfluss auf die Gestaltung der Verfassung genommen haben. Am 18. März 1924 wurde die Kirchenverfassung erlassen, wonach der Israelitischen Religionsgemeinschaft Württembergs gemäß der Reichsverfassung und Landesgesetzes der Status einer Körperschaft öffentlichen Rechts zugestanden wurde. Dabei wurde der Israelitischen Religionsgemeinschaft als juristischer Person nunmehr Selbstständigkeit erlaubt, und diese konnte eine Israelitische Landesversammlung als Legislative und einen Israelitischen Oberrat als Exekutive einrichten.
Im Israelitischen Oberrat waren folgende Mitglieder der israelitischen Gemeinde zu Heilbronn tätig.
- Isidor Flegenheimer (* 24. März 1858 in Odenheim; † 12. Juli 1940 in Heilbronn). 1912 war Felgenheimer Oberkirchenvorsteher. Seit 20. Januar 1913 Mitglied der Israelitischen Oberkirchenbehörde. Seit 1924 Oberrat bis 1935. 1931 wurde eine Stiftung gegründet, die seinen Namen trug, die die Ausbildungsförderung israelitischer Religionslehrer zur Aufgabe hatte. 1936 wurde die Stiftung um den Aufgabenbereich Flucht und Auswanderungshilfe erweitert.
- Manfred Scheuer (* 8. August 1893 in Heilbronn). Jurist und Zionist und wanderte mit seiner Frau und drei Kindern 1938 nach Palästina aus.
- Siegfried Gumbel (* 22. September 1874 in Heilbronn; † 27. Januar 1942 im KZ Dachau).

Am 25. Mai 1927 wurde der Festakt zum 50-jährigen Bestehen der Synagoge begangen, worüber der Heilbronner Oskar Mayer eine Festschrift zur Geschichte der Juden in Heilbronn herausgab.
Es erfolgte in der Synagoge ein Festgottesdienst, später ein Festabend in der Harmonie. In der Festrede ist die Ernüchterung Siegfried Gumbels zu spüren. Der Heilbronner Kaufmann Hermann Wolf zeigte in einem Festspiel sechs Bilder, die Vergangenheit, Gegenwart und Zukunft der israelitischen Religionsgemeinschaft Heilbronn versinnbildlichten.
Am 23. Dezember 1931 wurde der Festakt zum 100-jährigen Bestehen der Israelitischen Oberkirchenbehörde in der Synagoge begangen, wobei der Oberrat Siegfried Gumbel eine Rede hielt und der Gemeinde die Gründung einer Jubiläumsstiftung mitteilte, die für Ausbildung und Wohltätigkeit gedacht war.

### Erstarkender Antisemitismus
Die Ortsgruppe Heilbronn des Central-Verein deutscher Staatsbürger jüdischen Glaubens (CV) wurde 1920 in Heilbronn gegründet. Der Central-Verein hatte insgesamt 31 Landesverbände mit ca. 500 Ortsgruppen. Die Heilbronner Ortsgruppe repräsentierte die Mehrheit der assimilierten bürgerlich-liberalen Juden in Heilbronn und war die bedeutendste Organisation unter den zahlreichen jüdischen Vereinen und Verbänden in Heilbronn, die sich als Reaktion auf den erstarkenden Antisemitismus im Kaiserreich bildeten. Der erste Vorsitzende war Siegfried Gumbel, ihm folgte Max Rosengart.
Am 17. April 1924 hält die Ortsgruppe Heilbronn einen Aufklärungsabend bzgl. Antisemitismus. Dieser war nach vorausgegangenen Attacken seitens der NSDAP nötig geworden. Die Heilbronner „Abendzeitung“ schreibt: „Der Abend hat gezeigt, daß im breiten Bürgertum Heilbronns die Kulturschande des Antisemitismus keinen Raum hat.“ Am 13. Mai 1931 lädt die Ortsgruppe Heilbronn des CV dazu ein, eine Aussprache über Judenfragen zu führen, die von Rosengart geführt wurde. Gumbel hob den jüdischen Glauben hervor und meinte, „wenn die Juden die ausgesprochenen Materialisten wären, als die man sie hinstellt, hätten sie längst ihren Glauben aufgegeben.“.
Die Ortsgruppe Heilbronn des CV veröffentlichte die Handbücher:
ANTI ANTI-(Semitismus) und
Tatsachen zur Judenfrage
Die Heilbronner Ortsgruppe des Vereins zur Abwehr des Antisemitismus wurde am 30. Oktober 1928 gegründet und hatte bis 1933 Bestand. Der Abwehr-Verein war die Dachorganisation für zahlreiche Landesverbände mit vielen Ortsgruppen.
Die Stimmung in Heilbronn war auf Grund der Heilbronner Gesellschaftsstruktur (ein großer Teil der Bevölkerung stammte aus dem Arbeitermilieu) generell nicht sehr antisemitisch. Von 1932 bis zur Suspendierung 1933 gehörte Siegfried Gumbel (* 1874; † 27. Januar 1942 im KZ Dachau) dem Gemeinderat an.

### Drittes Reich und Shoa
Auf die Machtergreifung der Nationalsozialisten reagierte die Gemeinde gewappnet, jedoch gab es im Gemeindeblatt keine besondere Stellungnahme zur Machtergreifung am 30. Januar 1933. Erst nach Erlass der Nürnberger Gesetze 1935 fand sich dort erste Kritik. Im Inneren litt die Gemeinde von Anfang an, da sie den bald einsetzenden Repressionen ausgesetzt war.
Vor dem Warenhaus Landauer in der Kaiserstraße und vor anderen jüdischen Geschäften riefen die Nationalsozialisten am 1. April 1933 zum Judenboykott auf. Am 25. April ereignete sich ein Bombenanschlag auf das Warenhaus, am selben Tag gab es eine antisemitische Kundgebung vor dem Heilbronner Bankverein, wo eine Menschenmenge die Auslieferung des jüdischen Bankvereins-Direktors Otto Igersheimer forderte. Am 29. April 1933 explodierte eine weitere Bombe in dem ebenfalls von jüdischen Inhabern geführten Webwarenhaus zur Brücke. Im Mai und Juni 1933 kam es zu zwei Selbstmorden innerhalb der jüdischen Gemeinde.

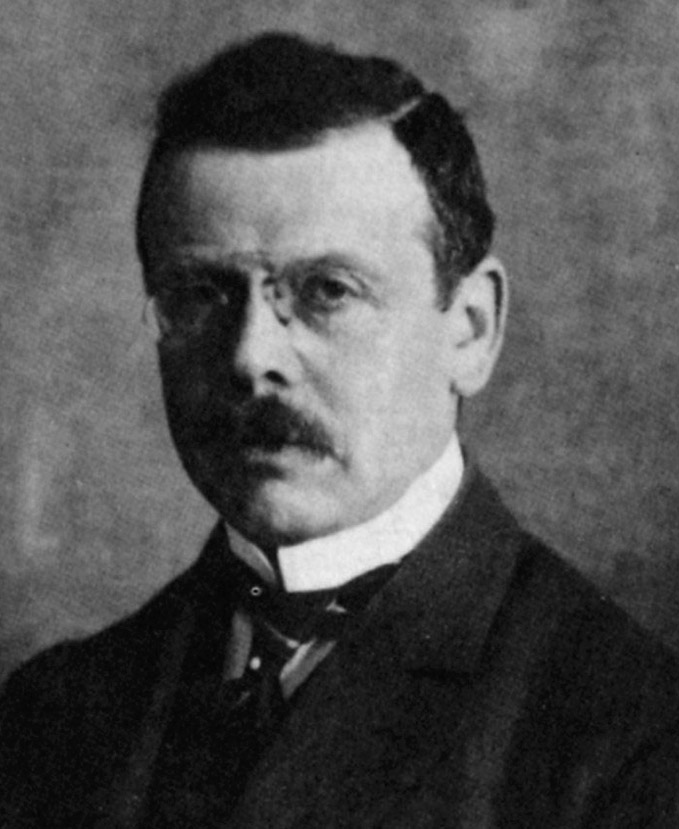
Siegfried Gumbel

Die Gemeinde begann sich eine „jüdische Welt“ zu errichten, mit eigenen Schulen, eigenem Seniorenheim und Krankenhaus. Die israelitische Religionsgemeinschaft bot ab dem 6. Juni 1934 Unterricht in der Gaststätte „Adlerkeller“ an, weil für jüdische Kinder Schulverbot erlassen worden war. Später wurden drei jüdische Bürgerinnen wegen Beschäftigung einer nichtjüdischen Hausgehilfin verurteilt. Sie hatten das Gesetz zum Schutz des deutschen Blutes damit verletzt. Zur Versorgung der Juden ohne Einkommen wurden Vereine gegründet.
1935 kam der aus Bromberg gebürtige Rabbiner Harry Heimann (* 1. April 1910) nach Heilbronn. Wie sein Vorgänger war er auch für die Seelsorge in der Heil- und Pflegeanstalt Weinsberg zuständig, wo eine israelitische Seelsorge im zunehmenden Maße nötig wurde, bevor im Rahmen der Aktion T4 die Betroffenen nach Grafeneck oder in die Anstalt Hadamar deportiert und ermordet wurden. Rabbiner Heimann konnte 1938 nach Amerika auswandern.
Der frühere Gemeinderat Siegfried Gumbel, der sich in Heilbronn und auf Landesebene sehr für die jüdischen Gemeinden engagiert hatte, zog 1936 nach Stuttgart, wo er Vertreter von Otto Hirsch als Vorsitzender der Reichsvertretung der Juden war. Gumbel erkannte schon zu jener Zeit, dass die Stellung der Juden verloren sei und förderte die Auswanderung. Er wurde ebenfalls noch 1936 zum Präsidenten des Oberrats der Israelischen Religionsgemeinschaft Württembergs gewählt. In dieser Funktion hatte er ab Sommer 1939 die jüdischen Gemeinden aufzulösen, bevor er 1941 festgenommen und im Folgejahr in Dachau ermordet wurde.
Novemberpogrome 1938
Im Novemberpogrom vom 10. November 1938 musste die noch etwa 350 Personen umfassende jüdische Gemeinde mit ansehen, wie ihre prachtvolle Heilbronner Synagoge an der Allee am Morgen nach der reichsweiten Pogromnacht in Flammen aufging und der Betsaal der Israelitischen Religionsgemeinschaft Adass Jeschurun verwüstet wurde. Januar 1940 wurde die Synagoge abgebrochen. Die Synagogensteine wurden für den Obstkeller der Jugendkunstschule verwendet. Geschäfte sowie Wohnungen von Juden wurden geplündert und deren Habe verbrannt. Führende Gemeindemitglieder flohen oder wurden nach Dachau deportiert.
Am Morgen des Novemberpogrom 1938 um 6.30 Uhr, als Kantor Isy Krämer wie alltäglich zu seiner Synagogenarbeit eilte, konnte er nur noch das brennende Gebäude sehen und musste zur Gestapo gehen. Dank eines Polizeidirektors „W.“ konnte Krämer die Deportation insbesondere älterer Mitglieder der israelitischen Gemeinde verhindern. Krämer war später Vorsteher der israelitischen Kirchengemeinde und half bei der Auswanderung. 1939 wanderte er selbst nach Amerika aus und starb 1963 in Brooklyn.
Der letzte Kantor zu Heilbronn war Karl Kahn (* 26. Dezember 1890 in Hollenbach; † 6. Oktober 1944 in Auschwitz). Karl Kahn heiratete Rita Meyer (* 23. April 1906 in Heilbronn; † 6. Oktober 1944 in Auschwitz). Kahn und seine Frau kamen am 22. August 1942 nach Theresienstadt und am 6. Oktober 1944 wurden sie in Auschwitz ermordet.
Deportation der Heilbronner Juden
In Heilbronn gab es verschiedene Deportationen, wobei 234 jüdische Bürger und Bürgerinnen aus Heilbronn und Sontheim ihr Leben in den Vernichtungs- und Konzentrationslagern verloren:
- 11. November 1938: Deportation in das KZ Dachau und Schutzhaftlager Welzheim
- 26. November 1941: Deportation in das Ghetto Riga
- 23. März 1942: Deportation in das KZ Theresienstadt, Auschwitz und Maly Trostinec
- 24. April 1942: Deportation in das Ghetto Izbica
- 20. August 1942: Deportation in das KZ Theresienstadt, Auschwitz und Maly Trostinec

Leben der jüd. Heilbronner Gemeinde nach Zusammenbruch der eigentlichen Gemeinde
Bis 1940 gelang rund 600 Juden die Emigration bzw. Flucht ins Ausland.
240 Menschen aus dem jüdischen Kulturkreis fielen in Heilbronn dem Nationalsozialismus zum Opfer.
Judendiskriminierung am Beispiel der jüd. Heilbronner Wirtschaft
Von den vor der Machtergreifung 150 jüdischen Betrieben blieben bis zum 1. März 1939 noch viele übrig, d. h. sie waren noch rentabel, bzw. noch nicht „arisiert“. Folgende Unternehmen wurden in Heilbronn „arisiert“:
- Gebrüder Landauer: Warenhaus,
- Dreyfuß und Söhne: Metall- und Schrotthandel
- Gumbel und Co.: Silberwarenfabrik
- Landauer & Macholl: Hammer-Brennerei
- Kahn: Zigarrenfabrik
- Ludwig Maier und Co.: Schürzenfabrik
- Madaform: Seifenfabrik
- Meth und Co.: Woolworth
- Oppenheimer und Co.: Darmfabrik
- Schloss: Kurzwarenhandlung
- Heinrich Schwarzenberger: Putzwollfabrik
- Steigerwald AG: Weinbrennerei und Likörfabrik
- Heinrich Stobetzki: Zigarren
- Schuhfabrik Wolko
- Gummersheimer: Konfektionshaus
- Modehaus Flesch
- Thalheimer: Schrott und Metallgroßhandlung
- Marx & Co: Darmgroßhandlung
- Mandellaub: Schuhhaus
- Victor: Lederfabrik Heilbronn
- Wollenberger: Spirituosen
- Würzburger: Adler-Brauerei

Denkmäler
Verschiedene Denkmäler in Heilbronn erinnern an das Schicksal der jüdischen Gemeinde: In der Allee wurde am 9. November 1966 eine Gedenktafel für die jüdischen Opfer des Nationalsozialismus enthüllt, 1996 folgte in unmittelbarer Nähe das Kuppel-Denkmal, das an die Kuppel der Synagogenruine erinnern soll. Außerdem wurden verschiedene Stolpersteine verlegt.

### IRGW Filiale Heilbronn
Bis 1980 bestand die jüdische Gemeinde in Heilbronn aus nur sechs Familien, die der Israelitischen Religionsgemeinschaft Württembergs mit Sitz in Stuttgart angehörten. Die Israelitische Religionsgemeinschaft Heilbronn wurde 2004 als Zweigstelle der IRGW gegründet, Vorstand ist der IRGW Stuttgart. Die Gemeinde ist eine Einheitsgemeinde. Ihre Synagoge ist im Jüdischen Zentrum Heilbronn. Die Gemeinde wird von verschiedenen Rabbinern betreut. Seit 2012 hält auch der liberale Rabbiner Yuriy Kadnykov aus Hannover Gottesdienste nach liberalem Ritus in der Heilbronner Synagoge, wobei Frauen gleichberechtigt am Gottesdienst teilnehmen. Die Gemeinde zählt 130 Mitglieder (Stand 2012), wovon 98 % aus der ehemaligen UdSSR stammen.